# Жоао Карлос де Оливеира
Сао Пауло
Жоао Карлос де Оливеира (Pindamonhangaba 28. мај 1954 — 17. мај 1999, Сао Пауло) био је бразилски атлетичар који се такмичио у троскоку и скоку удаљ и био светски рекордер у троскоку.
Де Оливеира је освојио две бронзане олимпијске медаље. Његов најбољи резултат у троскоку од 17,89 метара био је светски рекорд постављен 15. октобра 1975. у Мексику. Рекорд се одржао до 1985. када је оборен.
Године 1981. у саобраћајној несрећи код Сао Паула је изгубио ногу. После тога постао је затупник за права инвалида.
Умро је 1999. од болести јетре настале због депресије и алкохолизма.

## Лични рекорди
- на отвореном

троскок — 17,89 m 15. октобар 1975, Мексико сити Мексико
скок удаљ — 8,36 m 21. јули 1979, Риети Италија